# Eye of the Storm
Eye of the Storm é o nono álbum de estúdio da banda de rock japonesa One Ok Rock. Foi lançado em 13 de fevereiro de 2019 no Japão pela A-Sketch e em 15 de fevereiro de 2019 em outros países pela Fueled by Ramen. O álbum marcou uma mudança em seu som de rock alternativo dos álbuns anteriores para pop e música eletrônica. Os três singles do álbum são "Change", "Stand Out Fit In" e "Wasted Nights".
A banda anunciou uma turnê europeia em dezembro junto com os detalhes do álbum. Embarcaram em uma turnê América do Norte em apoio ao álbum de fevereiro a março de 2019, com as bandas de apoio Waterparks e Stand Atlantic. One Ok Rock também anunciou que faria a abertura das paradas asiáticas Divide World Tour 2019 de Ed Sheeran.
O álbum estreou em primeiro lugar na parada japonesa Oricon Albums Chart.

## Visão geral
O vocalista Takahiro Moriuchi afirmou que o grupo "desafiou-se e se esforçou para tentar coisas novas enquanto ainda mantinha a essência do que nossa banda é" no álbum. Moriuchi expressou o desejo de criar um álbum positivo que recebesse influência de várias fontes, sendo Queen a mais dominante, mas também musicais e Disney. Ele afirmou que “Rock'n'roll é um estilo de vida para mim, não música pesada, mas universal - é por isso que este álbum é super diferente. Eu estava fazendo música, não apenas rock".
O tema do segundo single, "Stand Out Fit In" é sobre não ceder à pressão dos pares. O viodeclipe de "Stand Out, Fit In", dirigido por Peter Huang, foi elogiado por retratar como a pressão dos pares afeta os jovens asiático-americanos. Ele foi convidado pela banda a fazer um vídeo sobre "a experiência asiático-americana". Moriuchi queria ser "uma força positiva para os asiático-americanos" depois de se mudar para os Estados Unidos em 2015.
A cantora pop americana Kiiara foi convidada para o álbum, tendo conhecido Moriuchi no show de tributo ao falecido vocalista do Linkin Park, Chester Bennington. Moriuchi a convidou para trabalhar com a banda durante uma conversa que eles tiveram após o show, envolvendo a amizade de Bennington com Kiiara e seguindo em frente após sua morte. O co-vocalista do Linkin Park Mike Shinoda também estava envolvido com a produção de "Eye Of The Storm", a banda conheceu Shinoda em estúdio enquanto trabalhava em seu álbum anterior, Ambitions.

## Lançamento
Eye of the Storm foi lançado em 13 de fevereiro de 2019 no Japão pela A-Sketch e em 15 de fevereiro de 2019 nos outros países pela Fueled by Ramen. As primeiras impressões da versão japonesa incluíram um DVD com apresentações acústicas.

## Faixas
| N.º | Título               | Duração |  |
| 1.  | "Eye of the Storm"   | 3:04    |  |
| 2.  | "Stand Out Fit In"   | 3:34    |  |
| 3.  | "Head High"          | 3:27    |  |
| 4.  | "Grow Old Die Young" | 3:27    |  |
| 5.  | "Push Back"          | 3:30    |  |
| 6.  | "Wasted Nights"      | 3:44    |  |
| 7.  | "Change"             | 2:54    |  |
| 8.  | "Letting Go"         | 3:20    |  |
| 9.  | "Worst in Me"        | 3:10    |  |
| 10. | "In the Stars"       | 3:24    |  |
| 11. | "Giants"             | 2:44    |  |

| Edição japonesa |                 |         |  |
| N.º             | Título          | Duração |  |
| 12.             | "Can't Wait"    | 3:20    |  |
| 13.             | "The Last Time" | 2:50    |  |

| Edição internacional |                 |         |  |
| N.º                  | Título          | Duração |  |
| 12.                  | "Unforgettable" | 3.16    |  |
| 13.                  | "The Last Time" | 2:50    |  |
| Duração total:       | Duração total:  | 42:27   |  |

## Ficha técnica
- Takahiro "Taka" Moriuchi (森内 貴寬, Moriuchi Takahiro) – vocais principais
- Toru Yamashita (山下 亨, Yamashita Tōru) – guitarra, vocais
- Ryota Kohama (小浜 良太, Kohama Ryōta) – baixo, vocais de apoio
- Tomoya Kanki (神吉 智也, Kanki Tomoya) – bateria e percussão

## Desempenho nas paradas

### Paradas semanais
| Parada (2019)                         | Posição de pico |
| ------------------------------------- | --------------- |
| Australian Digital Albums (ARIA)      | 19              |
| Alemanha (Offizielle Deutsche Charts) | 73              |
| Japão (Oricon)                        | 1               |
| Japanese Hot Albums (Billboard)       | 1               |
| EUA Heatseekers Albums (Billboard)    | 2               |
| EUA Digital Albums (Billboard)        | 25              |
| EUA Top Album Sales (Billboard)       | 49              |
| EUA Tastemakers (Billboard)           | 25              |

### Paradas anuais
| Parada (2019)       | Posição |
| ------------------- | ------- |
| Oricon Albums Chart | 8       |